# Acilia Nord
Acilia Nord è la trentaduesima zona di Roma indicata con Z. XXXII.
Il toponimo indica anche la zona urbanistica 13B del Municipio Roma X di Roma Capitale.

## Geografia fisica

### Territorio
Si trova nell'area sud-ovest di Roma a ridosso ed esternamente al Grande Raccordo Anulare, fra il fiume Tevere a nord e via del Mare a sud-est.
La zona confina:
- a nord con la zona Z. XLI Ponte Galeria[1]
- a est con la zona Z. XXXI Mezzocammino[2]
- a sud con la zona Z. XXXIII Acilia Sud[3] e Z. XXXIV Casal Palocco[4]
- a ovest con la zona Z. XXXV Ostia Antica[5]

La zona urbanistica confina:
- a nord con la zona urbanistica 15G Ponte Galeria
- a est con la zona urbanistica 13A Malafede
- a sud con la zona urbanistica 13C Acilia Sud
- a ovest con le zone urbanistica 13E Ostia Antica

## Monumenti e luoghi d'interesse

### Architetture religiose
- Chiesa di San Francesco d'Assisi ad Acilia, su largo Cesidio da Fossa. Chiesa del XX secolo (1953). 41.781987°N 12.351949°E

Parrocchia eretta il 16 ottobre 1954 con decreto del cardinale vicario Clemente Micara "Pontifice Maximo".
- Chiesa Santa Maria Regina dei Martiri in Via Ostiense, su via Carlo Casini. Chiesa del XX secolo (1963). 41.786206°N 12.335302°E

Progetto di Aldo Aloysi e dell'ingegnere Ernesto Vichi. Parrocchia eretta il 24 giugno 1963 con decreto del cardinale vicario Clemente Micara "Cum in regione". Nel dicembre 1986 fu visitata da papa Giovanni Paolo II.
- Chiesa di San Maurizio Martire, su via del Poggio di Acilia. Chiesa del XX secolo.

Parrocchia eretta il 27 ottobre 1978 con decreto del cardinale vicario Ugo Poletti "Il sommo pontefice".
- Chiesa dei Santi Cirillo e Metodio, su via Osteria di Dragoncello. Chiesa del XX secolo (1996-97).

Progetto dell'architetto Bruno Bozzini. Parrocchia eretta il 1º ottobre 1989 con decreto del cardinale vicario Ugo Poletti.

### Siti archeologici
- Città latina di Ficana, sulle piccole alture di monte Cugno. Insediamento dell'VIII secolo a.C.

Il sito fu individuato da Lorenzo Quilici e Stefania Quilici Gigli nelle ricognizioni effettuate nel 1971.
- Villa di Dragoncello (sito G). Villa del VI-IV secolo a.C.

Resti di un edificio per attività produttiva.
- Villa di Dragoncello (sito A), su via Ostiense. Villa del II-I secolo a.C.

Villa con parte residenziale e produttiva.
- Villa di Dragoncello (sito F), su viale Alessandro Ruspoli. Villa del I secolo a.C. 41.784383°N 12.347396°E

Villa con parte residenziale, produttiva e terma.
- Villa di Dragoncello, su viale Alfredo Ottaviani. Villa dell'età imperiale. 41.793051°N 12.341385°E

Villa scoperta nel 2011.

### Aree naturali
- Parco Don Pietro Pappagallo, compreso tra clivo delle Case Basse, via Padre Agapito Augusto Fiorentini e via Padre Giacomo Alessandro Ghezzi. 41.789792°N 12.368855°E
- Parco Donne Vittime del Femminicidio, compreso tra viale dei Romagnoli, via Carlo Casini, via Antonio Criminali e via Francesco Donati. 41.77701°N 12.342094°E
- Parco Vittime del Razzismo, compreso tra viale Alfredo Ottaviani, via Osteria di Dragoncello, via Vincenzo Petra e via Ferdinando Cento. 41.790744°N 12.341376°E
- Parco dei Pini, su via del Poggio di Acilia. 41.788887°N 12.36223°E

### Altro
- Piazza Capelvenere, compresa nel largo del Capelvenere. 41.78467°N 12.360899°E

Caratterizzata da un edificio a due piani a forma di "C" e da una torre a pianta ottagonale alta 12 metri.

## Musei
- Museo Agostinelli, su via Donato Bartolomeo. Museo di cultura popolare nella frazione di Dragona.

## Geografia antropica

### Urbanistica
Nel territorio di Acilia Nord si estende l'omonima zona urbanistica 13B e le aree denominate Monti San Paolo (zona "O" 29) e Orti di Acilia.

### Suddivisioni storiche
Del territorio di Acilia Nord fanno parte, da est a ovest, lungo la via del Mare, le frazioni di Centro Giano, Acilia (area nord), Villaggio San Francesco, Dragoncello e Dragona.

## Infrastrutture e trasporti
|  | È raggiungibile dalle stazioni: Casal Bernocchi - Centro Giano, Acilia Sud-Dragona e Acilia. |